# VfB-Einheit zu Pankow
VfB/Einheit zu Pankow is een Duitse voetbalclub uit Pankow, een stadsdeel van de hoofdstad Berlijn. De club ontstond door een fusie tussen VfB Pankow en Einheit Pankow. VfB Pankow was in 1900 medeoprichter van de Duitse voetbalbond.

## Geschiedenis

### VfB Pankow

#### 1893-1945
VfB Pankow werd op 10 augustus 1893 opgericht. De club fuseerde op 28 september 1899 met Pankower Lawn-Tennis-Vereinigung 1896. Eén jaar later was de club een van de stichtende leden van de DFB. Vanaf 1918 speelde de club in de Oberliga Berlin. In 1925 speelde de club in de eindronde om degradatie tegen BFC Preussen en verloor waardoor de club naar de tweede klasse moest. De terugkeer kwam er in 1930. In 1932/33 werd de club vicekampioen en kwalificeerde zich zo voor de Gauliga die vanaf het volgende seizoen gespeeld zou worden. Na drie seizoenen degradeerde de club. In 1945 werd de club opgeheven. Een van de bekendste spelers uit deze tijd was Willy Schwedler die ook voor de nationale ploeg speelde.

#### 1945 tot 1951
Na de opheffing van de club werd SG Pankow-Nord opgericht als opvolger. Deze club speelde vanaf 1947 in de Berliner Stadtliga en nam in 1948 opnieuw de naam VfB Pankow aan. In 1950 moest de club zich net als Union Oberschöneweide uit de Berliner Stadtliga terugtrekken om te spelen in de DDR-Oberliga (Oost-Duitsland). Daar brak de club bijna alle records, in negatieve zin dan wel: in 34 wedstrijden werden slechts twee partijen gewonnen en drie keer werd gelijk gespeeld. Alle uitwedstrijden werden verloren en het doelsaldo was 29:131. Het duurde 588 minuten vooraleer het eerste doelpunt viel.

### Einheit Pankow

#### Jaren vijftig
In Pankow vonden ze dat, met Berlijn als politiek, economisch en cultureel centrum van de DDR, er een club uit Pankow moest vertegenwoordigd zijn in de hoogste klasse. VfB werd nu BSG Einheit Pankow maar ook in het tweede jaar in de Oberliga werd de club laatste en degradeerde deze keer wel. In 1952 bereikte de club de finale van de FDGB-Pokal en verloor daar met 0-3 van Volkspolizei Dresden. Na twee seizoenen in de DDR-Liga (tweede klasse) degradeerde de club in 1954 naar de derde klasse. Het toeschouwersaantal liep ook fors terug, in de Berliner Stadtliga kwamen in 1949/50 nog gemiddeld 7182 toeschouwers terwijl er het volgende seizoen nog maar 2710 kijklustigen waren. In de tweede klasse waren de toeschouwers in beide seizoenen gemiddeld 645 en 984.

#### BSG Berliner Verkehrsbetriebe
Na de degradatie fuseerde de club in september 1954 met BSG Lok Lichtenberg. In 1958 keerde de club terug naar de DDR-Liga en op 1 september van dat seizoen nam de club de naam BSG Berliner Verkehrsbetriebe aan. Na één seizoen degradeerde de club echter weer. In 1990 nam de club de naam SV Berliner Verkehrsbetriebe 49.

### BSG Einheit Pankow
Parallel met deze ontwikkeling werd BSG Einheit Pankow in 1954 heropgericht en de club fuseerde op 1 september 1958 met BSG Lok Pankow. Deze nieuwe club BSG Einheit Pankow pendelde tussen 1971 en 1976 tussen de DDR-Liga en de Bezirksliga Berlin (tweede en derde klasse).

### VfB Pankow (West-Berlijn)
Terwijl VfB Pankow in de DDR competitie speelde werd op 19 juli 1951 in West-Berlijn een nieuwe club opgericht met de naam VfB Pankow (Westberlin). Deze club speelde in de jaren zestig twee seizoenen in de Amateurliga Berlin dat toen een derde klasse was.

## Vanaf 1991
Op 14 mei 1991 fuseerden VfB Pankow en SV Einheit en namen ze samen de naam VfB-Einheit zu Pankow aan. In 2015 degradeerde de club uit de Bezirksliga en kon zeven jaar later terugkeren.

## Bekende spelers
- Horst Assmy
- Willy Schwedler
- Karl-Heinz Spickenagel